# Mariä Himmelfahrt (Marpingen)

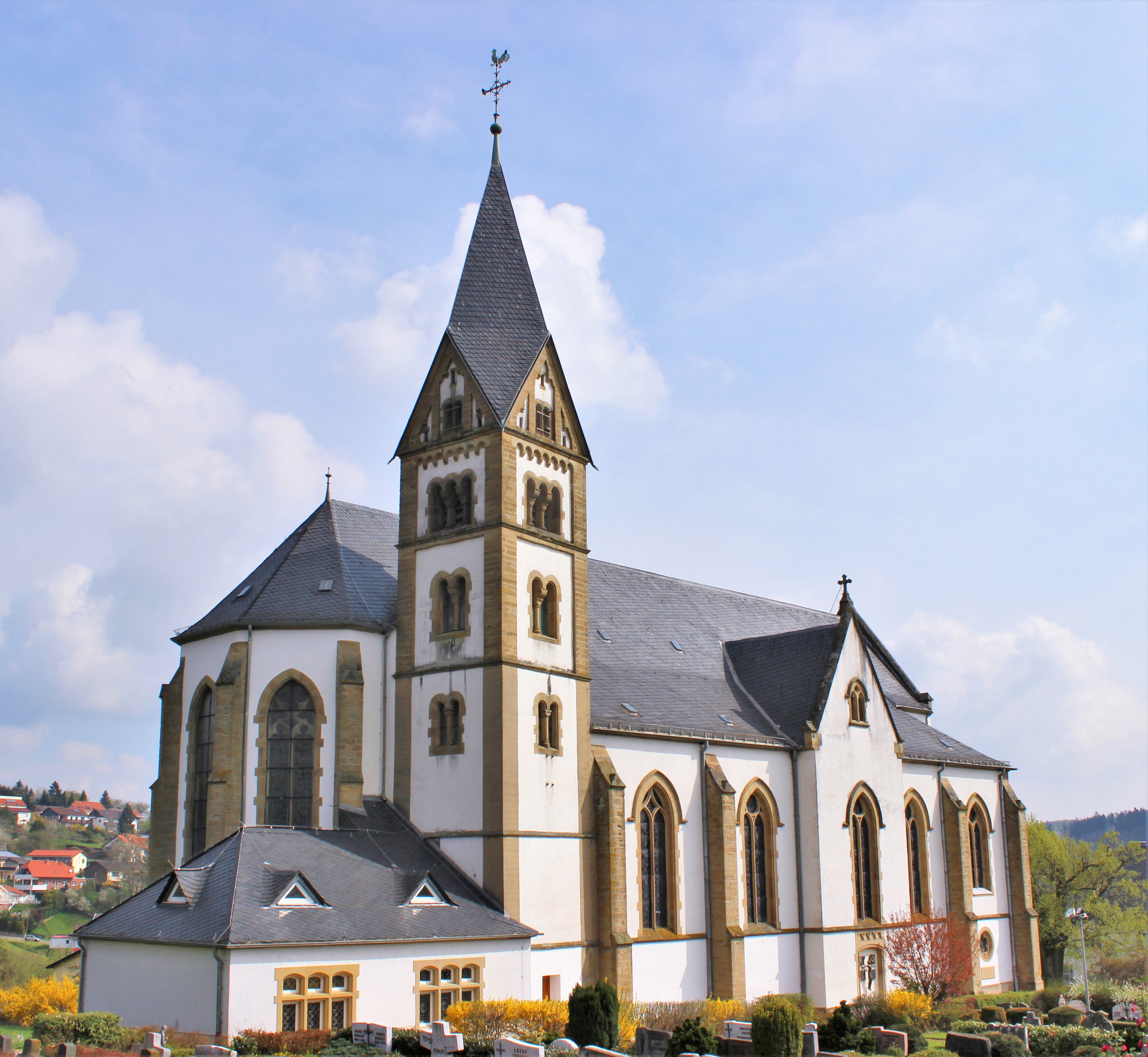
Die katholische Pfarrkirche Mariä Himmelfahrt in Marpingen

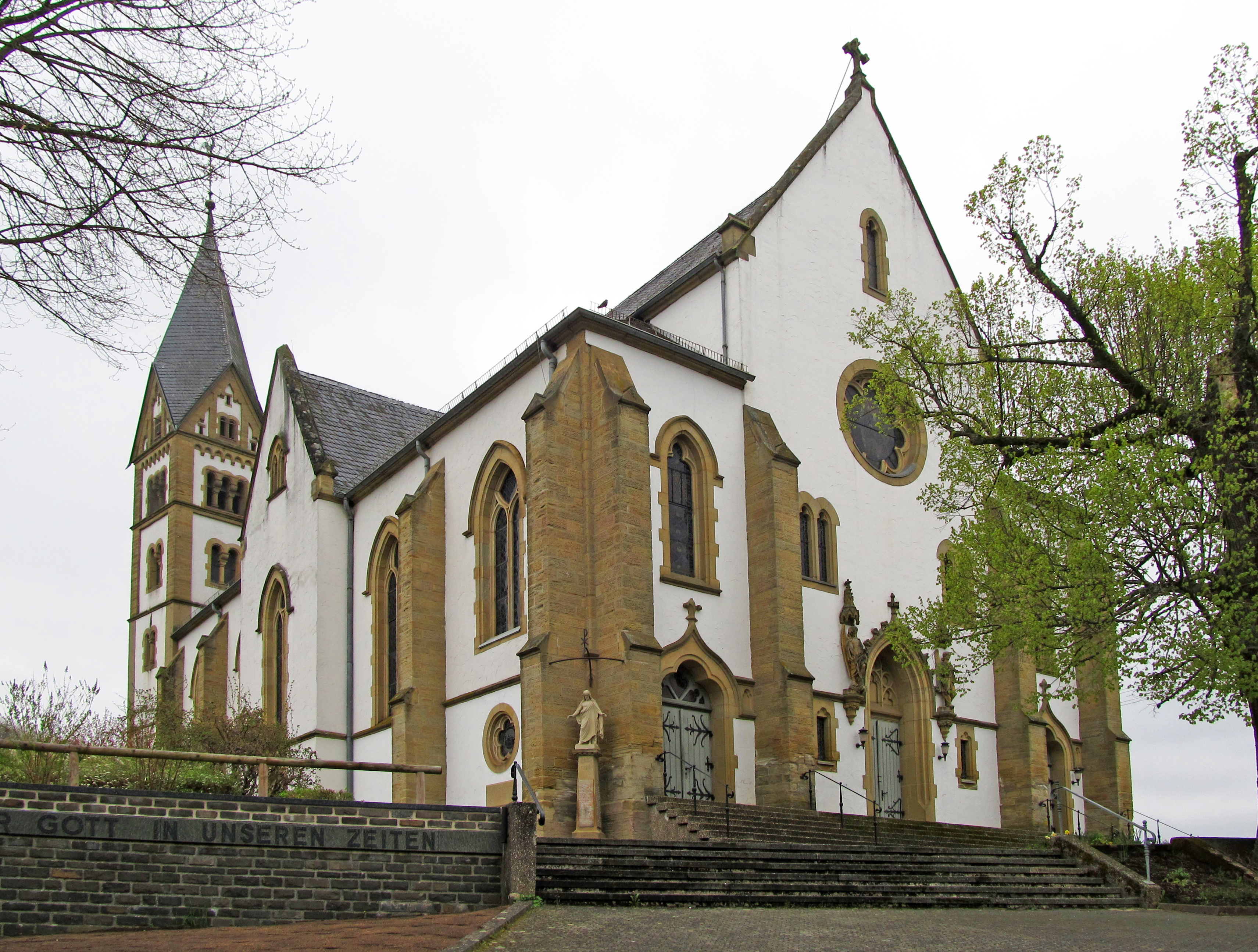
Weitere Ansicht der Kirche

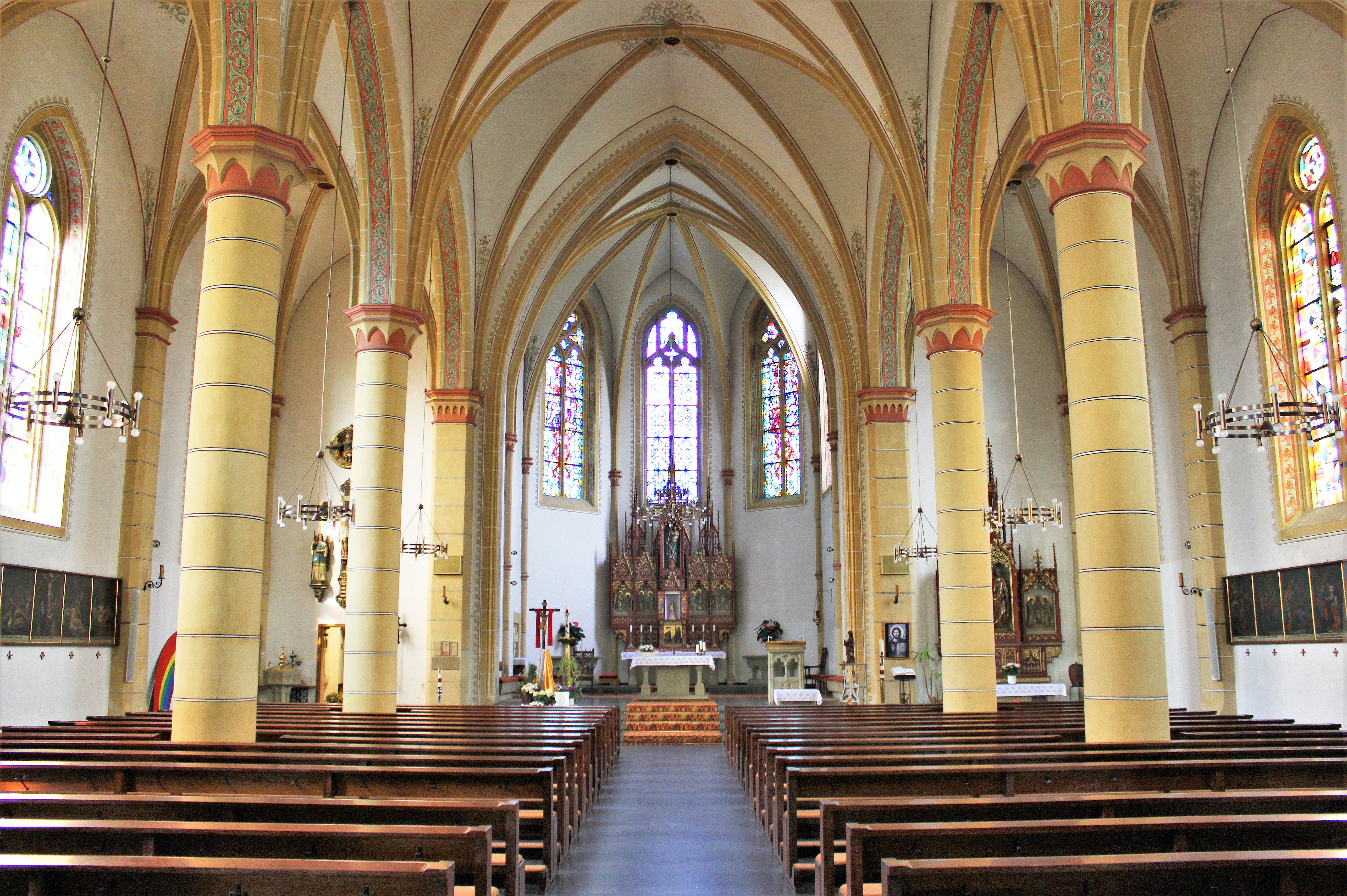
Blick ins Innere der Kirche

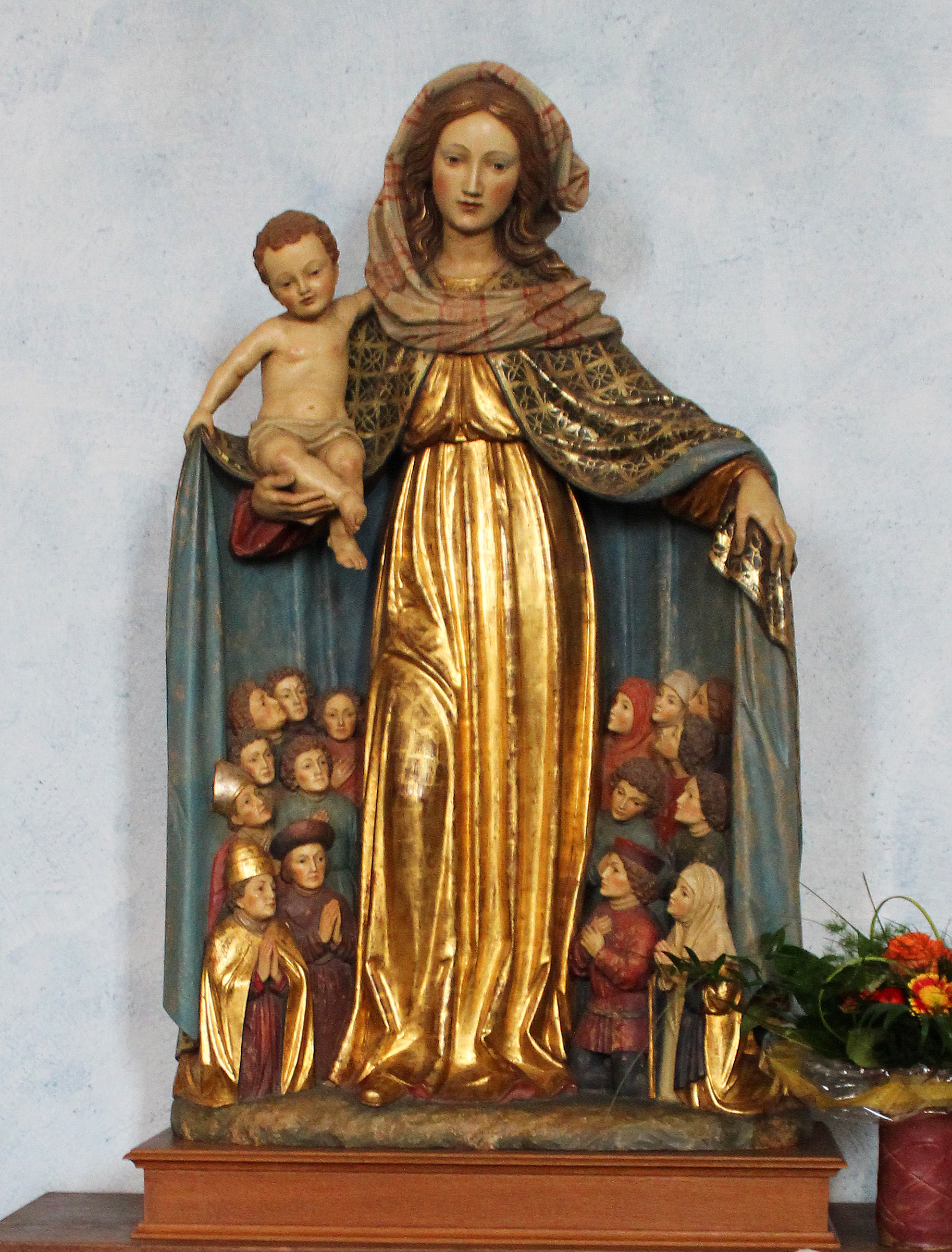
Schutzmantelmadonna

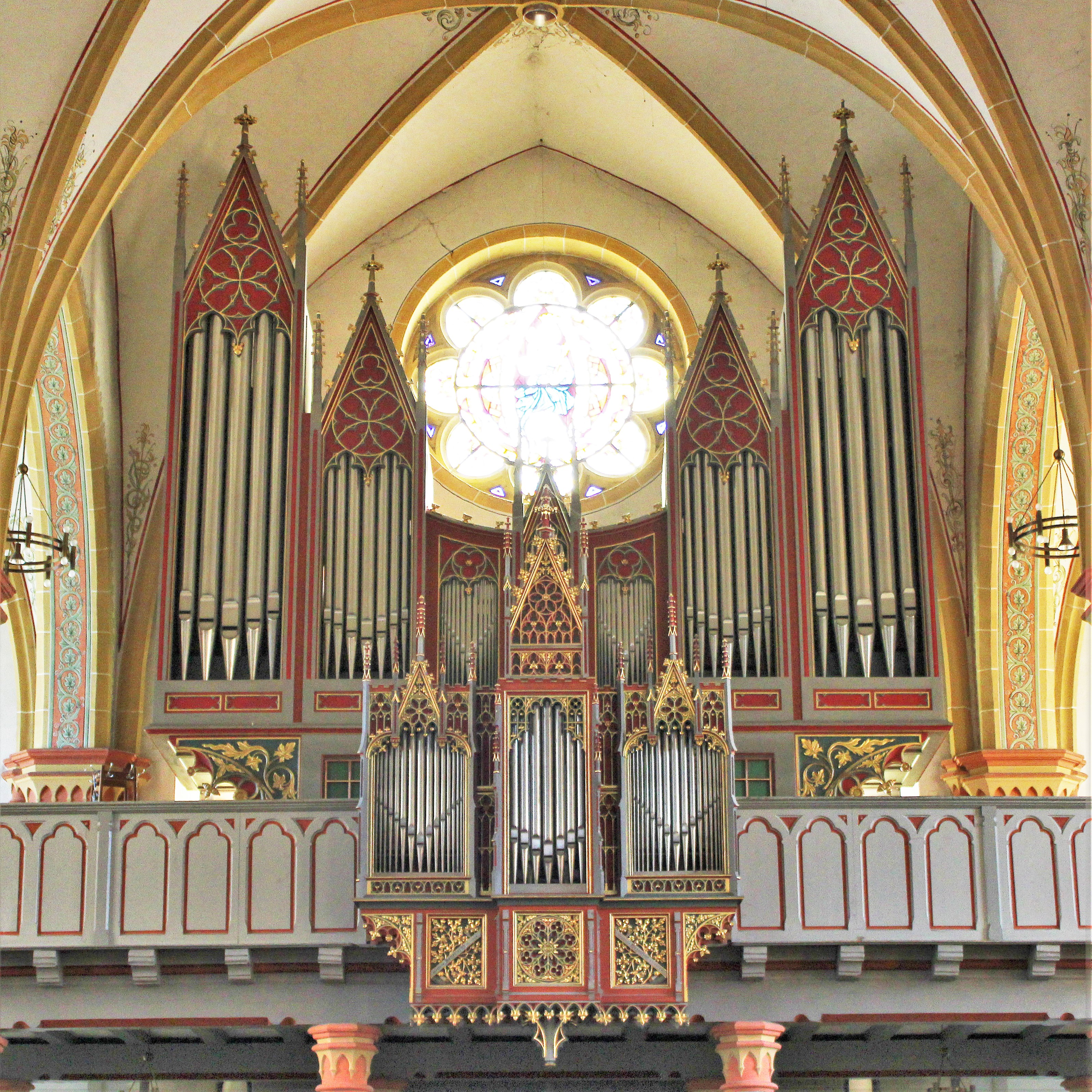
Prospekt der Klais-Orgel

Die Kirche Mariä Himmelfahrt ist eine katholische Pfarrkirche in Marpingen, dem Hauptort der gleichnamigen Gemeinde im Südwesten des Landkreises St. Wendel, Saarland. Sie trägt das Patrozinium Mariä Aufnahme in den Himmel. Das auf dem „Kirchberg“ stehende und weithin sichtbare Gotteshaus prägt das Ortsbild und ist das Wahrzeichen von Marpingen. In der Denkmalliste des Saarlandes ist die Kirche als Einzeldenkmal aufgeführt.

## Geschichte
Da der Vorgängerbau des heutigen Kirchengebäudes in einem schlechten baulichen Zustand war und außerdem wegen starken Bevölkerungswachstums zu wenig Platz für die Pfarrangehörigen bot, entschloss sich der von 1895 bis 1910 in Marpingen tätige Pfarrer Theodor Schmitt, am 29. Juni 1896 einen Kirchenbauverein zu gründen, dessen Zweck darin bestand, durch monatliche Geldspenden die nötigen finanziellen Mittel für einen Kirchenneubau zu sammeln. Alle Pfarrangehörigen, die monatlich einen von der Höhe des Einkommens abhängigen Beitrag entrichteten, gehörten dem Verein an. Pro Jahr konnte der Verein so Einnahmen von 3.000 bis 3.500 Mark verbuchen.
Der Bauplan, der von dem Architekten Wilhelm Hector (Saarbrücken-St. Johann) stammte, wurde am 2. September 1896 dem Kirchenvorstand vorgestellt und am 30. Juni 1898 von dem bischöflichen Generalvikariat genehmigt.
In den folgenden Jahren wurde zunächst das alte Kirchengebäude abgetragen, woran die gesamte Dorfgemeinschaft mitwirkte. Der anfallende Bauschutt wurde von Fuhrleuten kostenlos abtransportiert.
Am 9. Dezember 1900 wurde Architekt Hector schließlich mit der endgültigen Ausarbeitung der Pläne und der Ausfertigung des Kostenanschlags beauftragt. Die Grundsteinlegung erfolgte am 1. März 1902. In den Grundstein eingemauert wurde eine Urkunde, die folgenden Text in lateinischer Sprache enthielt:

„Im Jahre 1902, am 08. Juni, als Papst Leo XIII. die Kirche regierte, als
Wilhelm II. Kaiser von Deutschland und König von Preußen war und Michael Felix Korum den Bischofssitz
innehatte, wurde im Namen der Heiligen Dreifaltigkeit diese Kirche der 2000 Einwohner zählenden Pfarrei
Marpingen, unter dem Pfarrer Theodor Schmitt aus Bitburg, unter dem Architekten Wilhelm Hector aus St.
Johann-Saarbrücken und dem Erbauer Georg Mar aus Dirmingen, errichtet.“

Am 2. Juli 1903, dem Fest Mariä Heimsuchung, konnte die Einsegnung der fertiggestellten Kirche vorgenommen werden. Die Konsekration erfolgte am 5. Juli 1905 durch den damaligen Trierer Bischof Michael Felix Korum.

## Architektur und Ausstattung
Das eigentliche Kirchengebäude (Kirchenschiff, Chor) wurde im Stil der Neugotik erbaut, während der Kirchturm neuromanische Formen zeigt.
Kunsthistorisch bemerkenswert ist ein auf der Südseite der Kirche unter einem Kirchenfenster eingelassenes spätmittelalterliches Altarretabel, das zu den ältesten Zeugnissen der Marienverehrung
in Marpingen zählt.
Zu den beachtenswerten Ausstattungsgegenständen im Kircheninneren gehört eine sogenannte Schutzmantelmadonna. Die aus Lindenholz geschnitzte Skulptur stammt aus einer Oberammergauer Kunstwerkstatt.
Auch die Kirchenfenster sind sehenswert. Die originalen Fenster wurden im Zweiten Weltkrieg zerstört, aber 1952 durch neue ersetzt. Geschaffen wurden die neuen Fenster von einer Straßburger Firma.
Im Hauptaltar befinden sich Reliquien des heiligen Mauritius und anderer Trierer Märtyrer.

## Glocken
Im Turm der Kirche befindet sich ein Geläute aus drei Glocken. Die zwei größeren dieser drei Glocken stammen aus dem Jahr 1950, während die kleinste Glocke bereits aus dem Jahr 1363 datiert.
Die beiden großen Glocken tragen die Namen „Maria in coelum assumpta“ nach der Kirchenpatronin und „Christ-Friedenskönig-Glocke“ als Friedenskünderin und ersetzten 1950 zwei Glocken, die während des Zweiten Weltkrieges beschlagnahmt und zu Geschützgranaten umgeschmolzen wurden. Diese hatten zuvor zwei Glocken ersetzt, die während des Ersten Weltkrieges beschlagnahmt wurden.
Die kleinste Glocke, aus dem 14. Jahrhundert hat in mehreren Marpinger Vorgängerkirchen an gleicher Stelle bis heute die Zeiten überdauert. Ihre Höhe beträgt ohne Krone 62 cm und hat einen Randdurchmesser von 81 cm. Aufgrund eines runden Medaillons auf der Glocke mit einem Bildnis der heiligen Katharina mit Rad und Schwert zwischen zwei anderen Figuren trägt sie den Namen „Katharinenglocke“.

## Orgel
Die Orgel der Kirche wurde 1975 von der Orgelbaufirma Johannes Klais Orgelbau (Bonn) errichtet. Das Gehäuse des Hauptwerks stammt von der Vorgängerorgel der Firma Mamert Hock. Die Pedaltürme links und rechts davon wurden neu gebaut. Das Rückpositiv steht im Gehäuse des ehemaligen Barbara-Altars. Das Schleifladen-Instrument ist auf einer Empore aufgestellt und verfügt über 32 Register, verteilt auf 3 Manuale und Pedal. Die Spieltraktur ist mechanisch, die Registertraktur ist elektrisch.
| I Rückpositiv |             |       |
| 1.            | Holzgedackt | 8′    |
| 2.            | Quintade    | 8′    |
| 3.            | Praestant   | 4′    |
| 4.            | Blockflöte  | 4′    |
| 5.            | Waldflöte   | 2′    |
| 6.            | Quinte      | 1 ⁄3′ |
| 7.            | Scharff IV  |       |
| 8.            | Krummhorn   | 8′    |
|               | Tremulant   |       |

| II Hauptwerk |             |     |
| 9.           | Bourdon     | 16′ |
| 10.          | Prinzipal   | 8′  |
| 11.          | Rohrgedackt | 8′  |
| 12.          | Oktave      | 4′  |
| 13.          | Koppelflöte | 4′  |
| 14.          | Superoktave | 2′  |
| 15.          | Cornett III |     |
| 16.          | Mixtur IV   |     |
| 17.          | Trompete    | 8′  |

| III Schwellwerk C–g3 |              |        |
| 18.                  | Spitzgedackt | 8′     |
| 19.                  | Unda maris   | 8′     |
| 20.                  | Nachthorn    | 4′     |
| 21.                  | Nasard       | 2 ⁄3′  |
| 22.                  | Prinzipal    | 2′     |
| 23.                  | Terz         | 1 3⁄5′ |
| 24.                  | Cymbel III   |        |
| 25.                  | Dulzian      | 8′     |
|                      | Tremulant    |        |

| Pedal |               |     |
| 26.   | Principal     | 16′ |
| 27.   | Subbass       | 16′ |
| 28.   | Holzoktave    | 8′  |
| 29.   | Superoktave   | 4′  |
| 30.   | Hintersatz IV |     |
| 31.   | Posaune       | 16′ |
| 32.   | Trompete      | 8′  |

- Koppeln: I/II, III/II, III/I, I/P, II/P, III/P
- Spielhilfen: 7 mechanische Setzerkombinationen